# Linda Gail Lewis
Linda Gail Lewis est une chanteuse et pianiste américaine de rock, country et rockabilly, née le 18 juillet 1947 à Ferriday en Louisiane.

## Vie privée
Linda Gail Lewis est la sœur de Jerry Lee Lewis. Elle se marie une première fois à l'âge de 14 ans puis divorce. Selon Linda Gail, son mari se tue un an après leur mariage. Elle se remarie avec un marin, après une relation de trois jours, alors qu'elle est âgée de 15 ans. Son époux prend la mer et elle ne le revoit plus.
Elle se remarie rapidement avec le meilleur ami de Jerry Lee, Cecil Harrelson. De leur union, naissent deux enfants : Cecil Jnr. et Mary Jean. Ils divorcent mais après un bref mariage avec son quatrième mari, le guitariste de Jerry Lee, Kenneth Lovelace, elle se remarie avec Cecil en 1971. En 1977, elle épouse, Brent Dolan, son sixième époux et se retire du showbusiness durant 10 ans. De cette union naissent deux autres enfants, Oliver et Annie.
En décembre 1991, Linda Gail Lewis se marie avec Eddie Braddock, son huitième époux. En 1999, elle est mariée pour la neuvième fois mais selon l'article publié par Democrat & Chronicle, Linda Gail s'est mariée huit fois.

## Carrière
Elle commence sa carrière à l'âge de 13 ans en enregistrant un single, le 13 décembre 1960, avec sa sœur Frankie Jean, chez Sun Records : celui-ci n'est pas commercialisé. Après avoir quitté l'école au début des années 1960, elle devient choriste pour son frère Jerry Lee.
En 2000, elle publie l'album You Win Again en duo avec Van Morrison, sur lequel on retrouve des chansons country, dont le classique Jambalaya (On the Bayou), ainsi que Why Don't You Love Me, toutes deux de Hank Williams. Elle a notamment enregistré des disques avec Stephen Ackles (en) et son frère, Jerry Lee. En 2006, elle sort également un disque avec ses deux filles, MaryJean Ferguson et Annie Marie Dolan, dans un groupe appelé The Lewis 3.

## Discographie

### Albums
| Année | Album                                             | US Country | Label               |
| ----- | ------------------------------------------------- | ---------- | ------------------- |
| 1969  | The Two Sides of Linda Gail Lewis                 | —          | Smash               |
| 1969  | Together (avec Jerry Lee Lewis)                   | 8          | Smash               |
| 1990  | International Affair                              | —          | New Rose            |
| 1991  | Do You Know                                       | —          | Lewis               |
| 1991  | Rockin' With Linda – Recorded Live in London      | —          | Deep Elem           |
| 1992  | I'll Take Memphis                                 | —          | Fox                 |
| 1995  | Love Makes the Difference                         | —          | Icehouse            |
| 1999  | Linda Gail Lewis                                  | —          | Sire/Lantasi        |
| 2000  | You Win Again (en) (avec Van Morrison)            | —          | Virgin              |
| 2001  | Rock 'n' Roll Special (avec The Firebirds (en))   | —          | Rockville           |
| 2002  | Out of the Shadows                                | —          | Evine/Ten35/Lantasi |
| 2002  | Rock 'n' Roll                                     | —          | LGL                 |
| 2004  | Boogie Woogie Country Gal                         | —          | Castle              |
| 2004  | Lie and Deny                                      | —          | Lantasi             |
| 2005  | Me and the Boys in the Band                       | —          | Lantasi             |
| 2006  | Rock, Roll & Remember                             | —          | CB Artists          |
| 2006  | Hungry Hill                                       | —          | Benlim              |
| 2007  | Dazed and Confused                                | —          | Collecting          |
| 2007  | Jabalaya                                          | —          | Collecting          |
| 2007  | You Were There                                    | —          | Ball and Chain      |
| 2007  | The Queen of Rock 'n' Roll Live in France         | —          | Big Beat            |
| 2010  | You & Me & Sweet Rock 'n' Roll – Best from Sweden | —          | Ball and Chain      |
| 2015  | Heartbreak Highway                                | —          | Ball and Chain      |
| 2015  | Gas Station Flowers                               | —          | Raucous Records     |
| 2015  | Hard Rockin' Woman                                | —          | Lanark              |

### Singles
| Année | Single                                              | Classement | Classement  | Label    |
| Année | Single                                              | US Country | CAN Country | Label    |
| ----- | --------------------------------------------------- | ---------- | ----------- | -------- |
| 1963  | Teenage Letter (with Jerry Lee Lewis)               | —          | —           | Sun      |
| 1963  | Nothin' Shakin' (But the Leaves on the Tree)        | —          | —           | Sun      |
| 1965  | Break Up the Party                                  | —          | —           | ABC      |
| 1965  | Green Green Grass of Home (avec Jerry Lee Lewis)    | —          | —           | Smash    |
| 1967  | Jim Dandy (en tant que Linda Lewis)                 | —          | —           | Columbia |
| 1968  | Good                                                | —          | —           | Smash    |
| 1969  | T-H-E E-N-D                                         | —          | —           | Smash    |
| 1969  | Don't Let Me Cross Over (en) (avec Jerry Lee Lewis) | 9          | —           | Smash    |
| 1969  | He's Loved Me Much Too Much                         | —          | —           | Smash    |
| 1969  | Roll Over Beethoven (with Jerry Lee Lewis)          | 71         | 12          | Smash    |
| 1970  | My Heart Was the Last One to Know                   | —          | —           | Smash    |
| 1970  | Before the Snow Flies                               | —          | —           | Smash    |
| 1971  | Working Girl                                        | —          | —           | Mercury  |
| 1972  | Handwriting on the Wall (avec Jerry Lee Lewis)      | —          | —           | Mercury  |
| 1972  | Smile Somebody Loves You                            | 39         | —           | Mercury  |
| 1972  | He's Loved Me Much Too Much                         | —          | —           | Mercury  |
| 1974  | I Wanna Be a Sensuous Woman                         | —          | —           | Mercury  |
| 1974  | The Joy and Love You Bring                          | —          | —           | Mercury  |
| 1995  | Love Makes the Difference                           | —          | —           | Bellmark |
| 2000  | Let's Talk About Us (avec Van Morrison)             | —          | —           | Virgin   |
| 2000  | Real Gone Lover (avec Van Morrison)                 | —          | —           | Virgin   |
| 2000  | No Way Pedro (avec Van Morrison)                    | —          | —           | Virgin   |
| 2000  | A Shot of Rhythm & Blues (avec Van Morrison)        | —          | —           | Virgin   |
| 2002  | Baby, I'm in Love                                   | —          | —           | Lantasi  |
| 2004  | Lie and Deny                                        | —          | —           | Lantasi  |
| 2005  | Me and the Boys in the Band                         | —          | —           | Lantasi  |

## Source de la traduction
- (en) Cet article est partiellement ou en totalité issu de l’article de Wikipédia en anglais intitulé « Linda Gail Lewis » (voir la liste des auteurs).